# 楊樹荘
楊 樹荘（よう じゅそう）は、中華民国の海軍軍人。北京政府、国民政府で活動した。国民政府では初代の海軍部長となった。字は幼京。

## 事跡

### 清末民初の活動
叔父の楊建洛も海軍軍人だったが、日清戦争で陣没している。楊樹荘はその志を継ぎ、1898年（光緒24年）に黄埔水師学堂第8期駕駛班に入学した。1903年（光緒29年）、卒業して巡洋艦「海圻」に配属される。1911年（宣統3年）、魚雷艇「湖鷹」の管帯に就任した。
武昌起義が勃発すると、楊樹荘は薩鎮氷の下に配属されて漢口に急行し、馮国璋率いる陸軍と協力して漢陽の奪回に成功した。ところが、漢陽では陸軍が略奪・放火・殺戮の暴虐を繰り広げ、海軍の大多数はこの行状に激怒した。その結果、薩は海軍から離脱し、海軍の多くは革命派へと起義した。楊もまた革命派に転じ、清朝の反撃を防止している。
中華民国成立後の1912年（民国元年）4月、海軍部成立とともに楊樹荘もこれに所属し、翌年1月、海軍中校銜を補授された。1914年（民国3年）5月、海軍上校に昇進し、10月には「永翔」の艦長となる。翌年、「楚観」、「飛鷹」の艦長を歴任した。1916年（民国5年）、「肇和」艦長となり、海軍訓練を主管する任務につく。1920年（民国9年）12月、「応瑞」艦長となり、翌年11月、海軍少将に昇進した。

### 国民革命軍への易幟
1922年（民国11年）8月、楊樹荘は福建省に向かう。このころ、福建都督李厚基の支配が動揺し、崩壊に向かっており、楊はこの隙をついて大量の軍需物資を奪取した。1923年（民国12年）5月、楊は署理海軍練習艦隊司令に任ぜられ、さらに福建省で自らの勢力を拡大させている。翌年、北京政府から摂閩廈警備司令に任ぜられると、廈門を中心に根拠地の確立を進めた。
北京政府では、楊樹荘は海軍総司令杜錫珪を支持し、直隷派に属している。しかし、1924年の第2次奉直戦争では、楊は目立った行動をしなかった。そのため、段祺瑞の臨時執政政権では杜が罷免されたものの、楊は逆に海軍総司令に昇進している。翌年、杜が復権して海軍総長に任命されたが、楊はそのまま総司令に留任した。
1926年（民国15年）7月、国民革命軍が北伐を開始すると、杜錫珪と楊樹荘はこれに味方することを考えるようになる。そして、一部の艦隊を少しずつ国民革命軍に呼応させるようにした。そして翌1927年（民国16年）3月、ついに楊は独立宣言を発し、国民革命軍へ起義を宣言する。そして呉淞口で国民革命軍海軍総司令部を設立し、楊が海軍総司令にそのまま任じられた。北伐においては、北京政府側の東北海防艦隊を相手に戦い、上海クーデター（四・一二事変）でも楊は蔣介石を支持している。

### 初代海軍部長
1927年（民国16年）5月、楊樹荘は福建省政府委員会主席に任ぜられる。蔣介石との間では海軍再編などをめぐって一時対立もあったものの、反蔣戦争では「海軍は政治に干渉せず（海軍不干政）」を主張し、一貫して蔣を支持している。蔣は翌1928年（民国17年）12月に軍政部に海軍署を設置し、楊の腹心である陳紹寛を署長に任じた。さらに1929年（民国18年）4月には海軍部が新設され、楊が初代海軍部部長に任ぜられている。このとき、あわせて海軍上将銜を授与された。楊はむしろ福建省の統治強化を望み、海軍部長の事務は陳に委ねている。
しかし楊樹荘は、福建省統治において海軍の勢力浸透を図るあまり、他勢力への配慮を欠いてしまう。その結果、1930年（民国20年）に反楊派が蜂起する事態となった。楊は蔣介石に救援を求めたが、中原大戦最中の蔣に救援の余力は無かった。そのため、楊は方声濤を省政府主席代理として事務を委ねた。こうして、楊樹荘は海軍部長兼福建省政府主席でありながら、どちらも実権を代理に委ねているという状態になってしまう。
翌年12月の蔣介石の下野に伴い海軍部でも人事異動が起こり、陳紹寛が後任の海軍部部長に任ぜられた。楊は海軍部高等顧問に任ぜられたものの、実質的な権力は剥奪されたことになる。1932年（民国21年）12月、蔣光鼐率いる第19路軍が福建省入りし、楊は福建省政府主席からも罷免された。
1934年1月10日、上海で病没。享年53（満51歳）。